# Petr Třešňák (novinář)
Petr Třešňák (* 2. června 1976 Praha) je český novinář.
Od roku 2001 je redaktorem časopisu Respekt, do kterého však přispívá již od roku 1995 a od roku 2015 zastává funkci zástupce šéfredaktora.
V roce 2013 získal Novinářskou cenu EU v oblasti zdraví, a to za reportáž z psychiatrické léčebny Dobrodružství v pavilonu č. 14.
Spolu s Martinem Veselovským se stal laureáty Ceny Ferdinanda Peroutky za rok 2014.

Starost o dceru Dorotku, která trpí těžkou formou autismu, jej přivedla k založení spolku Děti úplňku, usilujícího o podporu rodin autistů. Podílel se na natáčení stejnojmenného dokumentárního filmu. Spolu se svou ženou Petrou Třešňákovou napsal o rodičovství dítěte s autismem knihu Zvuky probouzení (2020) E-kniha.

## Dílo
- Zvuky probouzení, 2020 (spolu s Petrou Třešňákovou)
- Důstojnost, 2024